# Маргоша
«Марго́ша» — российский телесериал, адаптация аргентинского телесериала «Лалола», снятый по лицензии Dori Media International GmbH продюсерской компанией «КостаФильм» по заказу телекомпании «СТС Медиа (СТС)». Сериал получил высокие рейтинги, из-за чего после того, как материал для адаптации закончился, было решено приступить к созданию оригинального продолжения (со 151-й серии сценарии «Маргоши» полностью стали писать российские авторы).
Создатели телесериала «Лалола» признали российскую версию картины наиболее удачной.

## Сюжет
«Маргоша» — драматический сериал с элементами комедии, история о том, как трудно быть женщиной. Игорь Ребров (Гоша) — главный редактор успешного глянцевого мужского журнала. Хотя сам себя считает главным редактором женских сердец. Прекрасный пол он покоряет с поразительной лёгкостью. Впрочем, с такой же лёгкостью он с ними и расстаётся. Но не всё так просто: после одной страстной ночи любви с девушкой по имени Карина его жизнь меняется. Оказавшись в числе жертв, девушка придумывает достаточно изощрённый план мести и отправляется к колдунье. На следующее утро Гоша просыпается и обнаруживает, что сам стал женщиной.
Под именем Маргарита Гоша устраивается работать в свой родной журнал. Отношения с коллегами сложно назвать хорошими — здесь её абсолютно никто не ждал. Интриги, борьба за кресло главного редактора, оказавшееся вакантным после таинственного исчезновения Гоши, женская зависть и домогательства со стороны мужчин — Гоше в теле Марго предстоит научиться быть женщиной и испытать все плюсы и минусы жизни «по ту сторону баррикад».

## В ролях

### Основные персонажи
- Мария Берсенева — Маргарита (Марго) Александровна Реброва — Гоша в теле Марии Васильевой, главный редактор журнала «МЖ», Игорь Ребров в женском обличии, в 3 сезоне заместитель главного редактора
- Елена Перова — Анна (Аня) Павловна Сомова, диджей, во 2-м сезоне главный редактор на радио «Селена», в 3-м сезоне экс-ведущая ток-шоу «Конструктивный диалог» на телеканале «ТСТ» и ведущая шоу «Он и Она» на радио «Селена», бывшая одноклассница и лучшая подруга Игоря Реброва
- Эдуард Трухменёв — Игорь (Гоша) Семёнович Ребров, главный редактор журнала «МЖ», Максим Васильев — Мария Васильева в мужском обличии

### Редакция журнала «МЖ»
- Владимир Стержаков — Борис Наумович (Наумыч) Егоров, бывший муж Каролины Егоровой, отец Наталии Егоровой, генеральный директор журнала «МЖ»
- Анна Михайловская — Наталья Борисовна Егорова, дочь Бориса Наумовича и Каролины Егоровых, сотрудница отдела «Мода», во 2-м сезоне владелица контрольного пакета акций издательства «Хай-Файв», заместитель главного редактора; в 3-м сезоне заместитель генерального директора по общим вопросам.
- Янина Колесниченко — Каролина Викторовна Егорова, мать Наталии Егоровой, бывшая возлюбленная Константина Лазарева, бывшая жена Бориса Наумовича, в 1-м сезоне владелица издательства «Хай-Файв»
- Вячеслав Гришечкин — Константин Петрович Лазарев, исполнительный директор, бывший возлюбленный Каролины Егоровой, долгое время благодаря обману с тестом ДНК выдавал себя за биологического отца Наташи Егоровой, но в третьем сезоне обман был раскрыт.
- Анатолий Кот — Антон Владимирович Зимовский (Зима), лучший друг Игоря Реброва и конкурент Марго, заместитель главного редактора, также во втором сезоне исполнительный директор радио «Селена». В конце сериала становится главным редактором журнала «Мачо»
- Олег Масленников-Войтов — Андрей Николаевич Калугин (Калуга), сын Николая и Ирины Калугиных, муж Екатерины Калугиной, отец Алисы Калугиной, бывший художественный редактор журнала «МЖ» и бывший возлюбленный Марго (отсутствует со 194-й серии)
- Григорий Анашкин — Валентин (Валик) Иванович Кривошеин, выпускающий редактор, муж Галины Кривошеиной
- Мария Бортник — Галина Степановна Кривошеина (Любимова), начальник отдела «Мода», жена Валентина Кривошеина
- Джульетта Геринг — Эльвира Сергеевна Мокрицкая, финансовый директор (с 1-й серии по 84-ю, вернулась — со 154-й серии)
- Виктория Лукина — Людмила (Люся) Витальевна Семашко, возлюбленная Николая Пчёлкина, секретарша редакции
- Глеб Иванов — Николай Владимирович Пчёлкин, курьер, возлюбленный Людмилы Семашко
- Нина Курпякова — Анастасия Юрьевна Гончарова, финансовый директор (с 89-й серии по 154-ю)
- Марина Орлова — Светлана — новый секретарь в редакции МЖ, впоследствии работник отдела моды, помощница Галины. Своим желанием всем помочь она наживает себе больше врагов, чем друзей. Света становится любимицей Бориса Наумыча, чем наживает себе врага в лице Люси. Жизнь Мужского Журнала изменилась с появлением этого персонажа. (3 сезон)
- Ирина Котельникова — Лидия, секретарь Константина Петровича Лазарева
- Иван Агапов — Яков Семёнович Писарев, работник типографии
- Дмитрий Полесюк — Витёк, бармен в кафе «Dead line»

### Радио «Селена»
- Елена Перова — Анна Павловна Сомова (Сомик), диджей, во 2-м сезоне главный редактор на радио «Селена», в 3-м сезоне ведущая шоу «Он и Она» на радио «Селена»
- Антон Сёмкин — Геннадий Гранов, звукорежиссёр, бывший однокурсник Анны Сомовой (2, 3 сезон)
- Михаил Сафронов — Егор Рыбаков, соведущий Анны Сомовой в шоу «Он и Она» на радио «Селена» (3 сезон)
- Владимир Тишко — Павел Аркадьевич Перцов, генеральный директор радио «Селена» (3 сезон)
- Глеб Матвейчук — Руслан Хилькевич, звукорежиссёр (1 сезон)
- Артём Григорьев — Марат Ремнёв, программный директор, бывший парень Анны Сомовой (1, 2 сезон)
- Борис Эстрин — Эдуард Максимович, директор (1, 2 сезон)
- Светлана Бельская — Лилия, диджей (1 сезон)
- Анатолий Кот — Антон Владимирович Зимовский, исполнительный директор (2 сезон)
- Григорий Анашкин — Валентин (Валик) Иванович Кривошеин, диджей (2 сезон)
- Олег Голуб — Корнеев Пётр Васильевич, любовник Каролины Егоровой, директор радио (2 сезон)

### Другие
- Александр Тютин — Семён Михайлович Ребров, отец Игоря Реброва
- Светлана Аманова — Тамара Ивановна Реброва, мать Игоря Реброва
- Ирина Домнинская — Вера Михайловна, мать Марии Васильевой (2 сезон)
- Кирилл Рубцов — Сергей Аксюта, возлюбленный Марии Васильевой, лучший друг Павла Шульгина (2 сезон)
- Андрей Казаков — Сергей Гальянов (Серхио Гальяно), главный инвестор журнала «МЖ»
- Людмила Чурсина — Ирина Михайловна Калугина, мать Андрея Калугина, бабушка Алисы Калугиной. (1, 2 сезон)
- Лариса Маслова — Алиса Калугина, дочь Андрея и Екатерины Калугиных, внучка Ирины Калугиной (1, 2 сезон)
- Екатерина Никитина — Екатерина Калугина, жена Андрея Калугина, мать Алисы Калугиной. (2 сезон)
- Ирина Рой — Юлия, лучшая подруга Наталии Егоровой (1, 2 сезон)
- Александр Фон Рабе — Максим, возлюбленный и отец ребёнка Наталии Егоровой (1, 2 сезон)
- Ольга Кузина — Ирина Пантелеева, лучшая подруга Егоровой Каролины Викторовны, заместитель директора (2 сезон)
- Ирэна Морозова — Цыганка, колдунья (1 сезон, 1 и 4 серии)
- Наталья Левина — Милана, колдунья (2, 3 сезоны)
- Валерий Афанасьев — Фёдор Иванович Шульгин, отец Павла и Маргариты Шульгиных, владелец итальянского ресторана «Кальяри» (2 сезон)
- Вадим Медведев — Александр Липкинд, бывший одноклассник и фиктивный муж Галины Кривошеиной (2 сезон)
- Роман Акимов — Павел, новый временный заместитель художественного редактора журнала «МЖ» (3 и 1 сезон)
- Андрей Карако — Константин Зайцев, бывший одноклассник и друг Игоря Реброва (3 сезон)
- Ольга Рептух — Жанна, бывшая одноклассница и девушка Игоря Реброва (3 сезон)
- Павел Фартуков — Пётр, новый временный курьер журнала «МЖ» (3 сезон)
- Павел Мисаилов — «Толстый», бывший одноклассник и друг Игоря Реброва (1 сезон)

### Эпизодические персонажи
- Оксана Лаврентьева — Карина — бывшая подружка Игоря Реброва (1 серия 1 сезона, 75 серия 2 сезона)
- Станислав Эрдлей — Георгий Гальянов (Хорхе Гальяно), сын Серхио Гальяно (2 сезон)
- Кирилл Кяро — Александр Верховцев, фотограф с мировым именем (1 сезон)
- Егор Баринов — Олег Карасёв (Баракуда), букмекер (1 сезон)
- Марина Казанкова — Софья Андреевна Радулова, кризис-менеджер (1, 2 сезон)
- Александр Вершинин — Вадим Шепелев (Вилли Шепард), писатель, дзен-буддист, бывший однокурсник и бывший жених Анны Сомовой (2 сезон)
- Фархад Махмудов — Анатолий Чесноков, «диверсант» от журнала «Мачо» (2 сезон)
- Алиса Анненкова — Татьяна, липовая домработница в квартире Марго, «агент» Антона Зимовского (2 сезон)
- Всеволод Болдин — Павел Шульгин, сын Фёдора Шульгина, брат Маргариты Шульгиной, бывший жених Марии Васильевой, лучший друг Сергея Аксюты (2 сезон)
- Татьяна Демидова-Кераз — Маргарита Шульгина, дочь Фёдора Шульгина, сестра Павла Шульгина (2 сезон)
- Владимир Скворцов — Михаил Ефремович Рязанцев, генеральный продюсер канала «ТСТ» (3 сезон)
- Мария Казначеева — Ольга  (30 серия 3 сезона)

## Список серий

### Сезоны
| Сезон | Серии              |
| ----- | ------------------ |
| 1     | 1—60 (60 серий)    |
| 2     | 61—150 (90 серий)  |
| 3     | 151-240 (90 серий) |

## Саундтрек
| Группа        | Название композиции      |
| ------------- | ------------------------ |
| Мумий Тролль  | Фантастика               |
| DOSVIDANIЯ    | Она повсюду плетет свою… |
| DOSVIDANIЯ    | Снегурка                 |
| DOSVIDANIЯ    | Шепотом (3 сезон)        |
| DOSVIDANIЯ    | Прости (3 сезон)         |
| Cheese People | Catch U                  |
| Cheese People | Moon                     |
| Cheese People | Stroitel                 |
| Cheese People | Ua-a-a!                  |
| Cheese People | Wake Up                  |
| Игра Слов     | Я Тобою Любуюсь          |
| Miusha        | Out Of Mind              |
| Non Cadenza   | Дочь астронавта          |
| Non Cadenza   | Незнакомец               |
| Non Cadenza   | Серёжки                  |
| NuSkOOl       | Секс С Тиной Канделаки   |
| Roma Kenga    | Let Me Be Your Guide     |
| Roma Kenga    | People                   |
| Roma Kenga    | Новые Моря               |
| Roma Kenga    | Там, Где Любовь          |
| The Krolls    | Curasson                 |
| The Krolls    | Kill-In-Milk             |
| The Krolls    | Kroll Rock               |
| The Krolls    | La Cocaine, Le Chocolat  |
| The Krolls    | Stars                    |
| The Krolls    | Umbrella                 |
| The Produkt$  | 3000$ (Monkeys Matrix)   |
| The Produkt$  | Digital Pussy            |
| The Produkt$  | Meditation Training      |
| The Produkt$  | So Good                  |
| The Produkt$  | Take That                |
| Павел Чехов   | В Порту                  |
| Павел Чехов   | Всегда Дураки            |
| Павел Чехов   | Москва На Неве           |
| Павел Чехов   | О Любви                  |
| Павел Чехов   | Потерянные               |
| Павел Чехов   | Стёрто                   |
| Animal ДжаZ   | На Кухне                 |
| Animal ДжаZ   | 5 Поцелуев               |
| Елена Перова  | Течение                  |
| Елена Перова  | Лечу в небо              |
| InWhite       | Always 22                |

## Факты
- На телеканале «Домашний» с 4 октября 2010 года начался показ оригинальной версии аргентинской теленовеллы «Лалола».
- Телеканал «ТСТ» существует на самом деле в городе Черемхово, Иркутской области.[3] Канал «ТСТ» является сетевым партнёром канала «СТС».[4]

## DVD
В России и странах СНГ сериал «Маргоша» лицензионно издаётся на DVD с 13 мая 2010 года компанией «Флагман Трейд». Сериал был выпущен в двух вариантах: по 10 серий на диске и по 20 серий в упаковке из двух DVD.
К 1 февраля 2011 года на DVD был выпущен весь первый сезон телесериала (60 серий) в двух вариантах: 6 дисков по 10 серий на каждом и 3 DVD-бокса по 20 серий.
9 июня 2011 года компания «Флагман Трейд» выпустила издание «Маргоша: Избранное», которое включает в себя серии: 1, 10, 14, 17, 20, 27, 34, 42, 52, 60.
Второй и третий сезоны «Маргоши» официально на DVD выпущены не были.

## Награды и номинации
- 20 января 2010 года сериал получил статуэтки премии «Google Тренд» в двух номинациях: «Сериал года» и «Актриса года» (Мария Берсенева)[6]. Премию «Сериал года» получал Андрей Силкин, режиссёр сериала «Маргоша»; Премию «Актриса года» получал Алексей Шачнев, директор Марии Берсеневой.
- 27 февраля 2010 года Мария Берсенева получила народную премию «Телезвезда» (Украина) в номинации «Лучшая актриса» за роль Марго в сериале[7].
- 28 декабря 2010 года Владимир Стержаков был назван исполнителем «Лучшей мужской роли в художественном фильме/телесериале», в категории «Киноитоги 2010 года. Лица», по итогам зрительского голосования на сайте радиостанции «Эхо Москвы»[8].
- 27 февраля 2011 года телесериал получил народную премию «Телезвезда» (Украина) в номинации «Любимый мелодраматический сериал»[9]
- Композиция Павла Чехова — «В порту» — номинант премии «Бог Эфира 2010» в категории «Саундтрек»[10];
- Композиция Мумий Тролля — «Фантастика» — номинант премии «МУЗ-ТВ 2010» в категории «Лучший саундтрек»[11];
- Сериал был выдвинут на соискание премии «ТЭФИ 2010» в пяти категориях:

1. Эфирный промоушен канала (клип к телесериалу «Маргоша»);
2. Сценарист телевизионного художественного фильма/сериала (Леонид Купридо);
3. Режиссёр телевизионного художественного фильма/сериала (Сергей Арланов);
4. Телевизионный художественный сериал («Маргоша»);
5. Исполнительница женской роли в телевизионном фильме/сериале (Мария Берсенева);

В финал премии «ТЭФИ 2010» сериал не вышел ни в одной из номинаций.